# Bjørn Inge Utvik
Bjørn Inge Utvik (Avaldsnes, 28 febbraio 1996) è un calciatore norvegese, difensore del Vancouver Whitecaps.

## Carriera

### Club

#### Sogndal
Utvik ha cominciato la carriera professionistica con la maglia dell'Haugesund. Ha esordito in squadra in data 1º maggio 2012, schierato titolare nel primo turno del Norgesmesterskapet, in cui l'Haugesund ha vinto sul campo dell'Avaldsnes per 1-7. È stata l'unica presenza del giocatore con questa casacca.
Nel 2013, Utvik è stato infatti ingaggiato dal Sogndal. Il 16 maggio 2013 ha così esordito nell'Eliteserien, schierato titolare nella sconfitta per 3-1 sul campo dello Strømsgodset. In quella stagione, ha totalizzato 11 presenze tra campionato e coppa.
Il 27 aprile 2014 ha realizzato la prima rete nella massima divisione locale, nella vittoria per 0-3 sul campo della sua ex squadra dell'Haugesund. Ha concluso l'annata con 28 presenze e 2 reti, mentre il Sogndal è retrocesso 1. divisjon.
Il 1º giugno 2015 ha rinnovato il contratto che lo legava al club fino al 31 luglio 2018. Il 18 ottobre successivo, il Sogndal si è aggiudicato la promozione con tre giornate d'anticipo sulla fine del campionato, grazie alla vittoria per 2-5 sul campo dell'Hønefoss. A fine campionato, la squadra ha chiuso al 1º posto finale.
Al termine della stagione 2017, il Sogndal è retrocesso in 1. divisjon.

#### Sarpsborg 08
Il 16 gennaio 2018, il Sarpsborg 08 ha reso noto il tesseramento di Utvik, che si è legato al club con un accordo triennale.

#### Vancouver Whitecaps
Il 30 gennaio 2024 viene ingaggiato dal club canadese Vancouver Whitecaps, militante nella Major League Soccer.

### Nazionale
Utvik ha rappresentato la Norvegia a livello Under-15, Under-16, Under-17, Under-18, Under-19 e Under-21. Per quanto concerne l'ultima selezione, il 28 ottobre 2014 ha ricevuto la prima convocazione da parte del commissario tecnico Leif Gunnar Smerud in vista delle amichevoli contro Croazia e Belgio. Il 17 novembre ha così effettuato il suo esordio, schierato titolare nella sconfitta per 4-0 contro i belgi. Il 12 ottobre 2015 ha disputato la prima partita valida per le qualificazioni al campionato europeo 2017: è subentrato a Mohamed Elyounoussi nel pareggio per 1-1 contro la Svizzera, giocando gli ultimi minuti della sfida.

## Statistiche

### Presenze e reti nei club
Statistiche aggiornate al 30 gennaio 2024.
| Stagione         | Club                | Campionato       | Campionato | Campionato | Coppe nazionali | Coppe nazionali | Coppe nazionali | Coppe continentali | Coppe continentali | Coppe continentali | Supercoppe | Supercoppe | Supercoppe | Totale | Totale |
| Stagione         | Club                | Comp             | Pres       | Reti       | Comp            | Pres            | Reti            | Comp               | Pres               | Reti               | Comp       | Pres       | Reti       | Pres   | Reti   |
| ---------------- | ------------------- | ---------------- | ---------- | ---------- | --------------- | --------------- | --------------- | ------------------ | ------------------ | ------------------ | ---------- | ---------- | ---------- | ------ | ------ |
| 2012             | Haugesund           | ES               | 0          | 0          | CN              | 1               | 0               | -                  | -                  | -                  | -          | -          | -          | 1      | 0      |
| 2013             | Sogndal             | ES               | 10         | 0          | CN              | 1               | 0               | -                  | -                  | -                  | -          | -          | -          | 11     | 0      |
| 2014             | Sogndal             | ES               | 24         | 1          | CN              | 4               | 1               | -                  | -                  | -                  | -          | -          | -          | 28     | 2      |
| 2015             | Sogndal             | 1D               | 25         | 3          | CN              | 3               | 0               | -                  | -                  | -                  | -          | -          | -          | 28     | 3      |
| 2016             | Sogndal             | ES               | 20         | 1          | CN              | 0               | 0               | -                  | -                  | -                  | -          | -          | -          | 20     | 1      |
| 2017             | Sogndal             | ES               | 14+1       | 0          | CN              | 1               | 0               | -                  | -                  | -                  | -          | -          | -          | 16     | 0      |
| Totale Sogndal   | Totale Sogndal      | Totale Sogndal   | 93+1       | 5+0        |                 | 9               | 1               |                    | -                  | -                  |            | -          | -          | 103    | 6      |
| 2018             | Sarpsborg 08        | ES               | 9          | 0          | CN              | 3               | 1               | UEL                | 3                  | 0                  | -          | -          | -          | 15     | 1      |
| 2019             | Sarpsborg 08        | ES               | 10         | 1          | CN              | -               | -               |                    | -                  | -                  | -          | -          | -          | 10     | 1      |
| 2020             | Sarpsborg 08        | ES               | 28         | 2          | CN              | -               | -               |                    | -                  | -                  | -          | -          | -          | 28     | 2      |
| 2021             | Sarpsborg 08        | ES               | 28         | 0          | CN              | 3               | 0               |                    | -                  | -                  | -          | -          | -          | 31     | 0      |
| 2022             | Sarpsborg 08        | ES               | 20         | 0          | CN              | 1               | 0               |                    | -                  | -                  | -          | -          | -          | 21     | 0      |
| 2023             | Sarpsborg 08        | ES               | 27         | 4          | CN              | 4               | 0               |                    | -                  | -                  | -          | -          | -          | 31     | 4      |
| Totale Sarpsborg | Totale Sarpsborg    | Totale Sarpsborg | 122        | 7          |                 | 11              | 1               |                    | 3                  | 0                  |            | -          | -          | 136    | 8      |
| 2024             | Vancouver Whitecaps | MLS              | -          | -          | CC              | -               | -               |                    | -                  | -                  | LC         | -          | -          | -      | -      |
| Totale carriera  | Totale carriera     | Totale carriera  | 216        | 12         |                 | 21              | 2               |                    | 3                  | 0                  |            | -          | -          | 240    | 14     |

## Palmarès
- Canadian Championship: 1

Vancouver Whitecaps: 2024